# Histoire géologique de l'oxygène
Avant une certaine évolution de la photosynthèse, l'atmosphère terrestre ne contenait pas une quantité significative de dioxygène (O2). En effet, bien que des procaryotes produisant du dioxygène comme élément de rejet d'une séquence photosynthétique aient vécu depuis longtemps, leur effet est demeuré presque inexistant sur la composition de l'atmosphère. L'oxygène produit aurait ainsi été absorbé par des minéraux et séquestré dans le sol, notamment sous forme de formations ferrifères rubanées.

## Évolution

Évolution de la concentration en dioxygène de l'atmosphère terrestre. Limite haute en rouge et basse en vert. Échelle horizontale : temps en milliards d'années.

La production d'oxygène débute probablement à l'Archéen il y a 3,5 milliard d'années avec l'apparition de procaryotes autotrophes, des cyanobactéries dont les communautés sont à l'origine d'immenses dépôts de carbonates fossiles, les stromatolithes. Pendant plus d'un milliard d'années, l'oxygène dégagé par ces activités photosynthétiques est consommé par des « puits à oxygène », essentiellement l'oxydation des substances réductrices contenues dans les eaux marines (fer et autres métaux, matière organique) et à la surface des terres émergées, et celle du méthane atmosphérique.
Lorsque toutes ces substances ont été oxydées, l'oxygène a commencé à être présent dans l'atmosphère en petite quantité il y a environ 2,5 milliards d'années, à peu près 50 millions d'années avant le début de la Grande Oxydation. La production d'oxygène par les bactéries est progressivement relayée par celle des algues eucaryotes unicellulaire du phytoplancton marin, apparu sans doute il y a 2 milliards d'années. L'O2 qui s'échappe dans l'atmosphère est corrosif et, en attaquant les roches, est à l'origine de 2 500 des 4 500 minéraux actuellement présents sur terre (argiles, sulfates, oxydes). Depuis l'explosion cambrienne, le taux d'oxygène dans l'atmosphère a fluctué entre 15 et 35 % de la composition de l'air. 
| Étape                                        | Période (Ga)           | Caractéristiques |
| -------------------------------------------- | ---------------------- | --- |
| 1. Archéen                                   | 3,85–2,45              | Pas de production d'O2 jusqu'à 3,5 Ga puis production par des procaryotes autotrophes, l'O2 étant consommé par les « puits à oxygène » sous-marins, formant notamment les formations ferrifères rubanées. |
| 2. Début du Protérozoïque.                   | 2,45–1,85              | La séquestration de l'O2 dans ces puits sous-marins commence à diminuer, ce qui initie la catastrophe de l'oxygène. L'O2 qui s'échappe dans l'atmosphère est toxique pour les procaryotes anaérobies et est un gaz corrosif qui, en attaquant les roches, est à l'origine de 2 500 des 4 500 minéraux actuellement présents sur terre. |
| 3. Majeure partie du Protérozoïque.          | 1,85–0,85              | Les océans dégagent de l'O2 mais il est absorbé par les lits rouges (en) et la constitution de la couche d'ozone. |
| 4.Fin du Protérozoïque. et 5 .Phanérozoïque. | 0,85–0,54 0,54–présent | Les puits d'O2 sont saturés et l'O2 s'accumule dans l'atmosphère. |

## Effets sur la vie
Le taux d'oxygène dans l'atmosphère terrestre aurait eu une influence directe sur les formes de vies. Ainsi, la concentration d'oxygène pourrait être à l'origine d'extinctions ou d'évolutions à grande échelle de la vie, comme par exemple l'apparition de la vie multicellulaire, de la faune de l'Édiacarien, de l'explosion cambrienne. Le maximum de 35 % s'étant produit vers la fin du Carbonifère, il y a environ 300 millions d'années, aurait également contribué à la grande taille des insectes et amphibiens de l'époque. Cette culmination de sa proportion dans l'atmosphère terrestre à cette époque est due à l'expansion massive des forêts de fougères géantes sur la Pangée, et à l'enfouissement progressif des produits organiques qui sont devenus les gisements de charbon.
Notons finalement que bien qu'elle modifie l'atmosphère par, notamment, l'augmentation du dioxyde de carbone, l'activité humaine n'engendre pas d'effets significatifs sur la quantité d'oxygène dans l'atmosphère.